# ヴァルター・フォン・ブラウヒッチュ
ヴァルター・ハインリヒ・アルフレート・ヘルマン・フォン・ブラウヒッチュ（ドイツ語: Walther Heinrich Alfred Hermann von Brauchitsch, 1881年10月4日 - 1948年10月18日）は、ドイツの陸軍軍人。最終階級は陸軍元帥。ドイツ国防軍の第2代陸軍総司令官を務めたが、モスクワの戦いの最中にヒトラーにより更迭された。

## 概要
1933年のナチ党の権力掌握後、ブラウヒッチュは東プロイセン軍管区に配属されることとなった。彼はアドルフ・ヒトラーから巨額の資金を借り、彼の財政援助に依存するようになった。1938年2月から1941年12月までドイツ陸軍総司令官を務めた。フランスとの戦いで重要な役割を果たし、ユーゴスラビアとギリシャへの侵攻を監督した。フランスでの活躍により陸軍元帥に昇進した。
1941年11月に心臓発作を起こし、ドイツ国防軍のモスクワ攻撃「タイフーン作戦」の失敗をヒトラーに指摘され、ブラウヒッチュは総司令官を解任された。戦後、彼は戦争犯罪の容疑で逮捕されたが、起訴されることなく1948年に肺炎で死亡した。

## 経歴

### 初期の軍歴
シレジア貴族のプロイセン王国騎兵大将ベルンハルト・フォン・ブラウヒッチュとシャルロッテ・フォン・ゴルドンの間に第6子としてベルリンで生まれた。ブラウヒッチュ家は代々、軍人を務めてきた家系であり、先祖同様プロイセン軍人の伝統に従って育てられた 。10代の頃、ブラウヒッチュは政治に興味を持ち、芸術に魅了された。 これらの興味を追求するために、彼の父は、彼を士官学校ではなくベルリンのジムナジウムに入学させる。

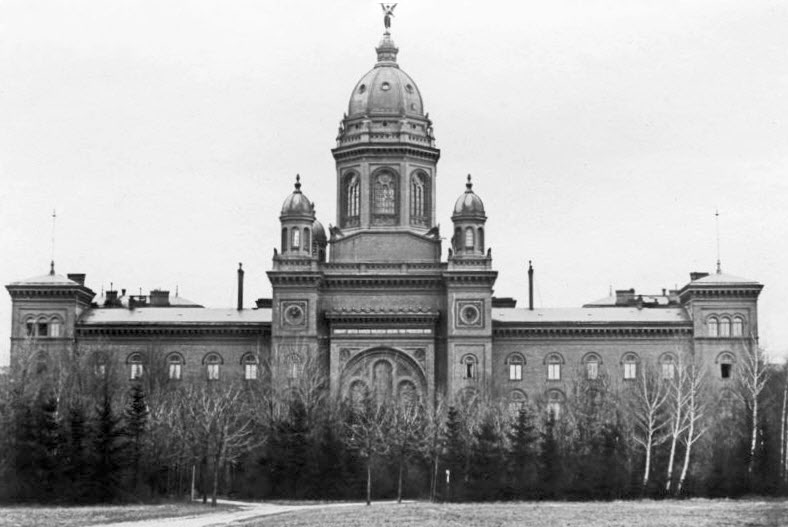
ブラウヒッチュが通った陸軍士官学校

1895年、ブラウヒッチュはポツダムの陸軍幼年学校に入学した。幼年学校を卒業後、プロイセン陸軍士官学校に転入し、最終学年では優秀な学生としてトップクラスに属し、兄アドルフと同様にヴィクトリア皇后の給仕として選ばれる。宮廷で皇后に仕えた期間、彼はその後の人生に注目すべきマナーと態度を身につけた。1900年にベルリン・シャルロッテンブルクのエリザベート妃近衛擲弾兵第3連隊に一年志願の少尉として入営。同年、歩兵連隊の中尉に任官したが、病気で歩兵になれず翌年近衛野砲兵第3連隊に転属。1903年に砲兵学校で学ぶ。1905年、シュパンダウの銃器工場を監督。1908年から翌年まで、第3近衛野砲兵第3連隊第2大隊で副官。中尉に昇進。1909年、陸軍大学で学ぶことなく暫定で参謀本部付となる。1909年から1912年まで、近衛野砲兵第3連隊で連隊副官。1913年、正式に参謀本部に転属し大尉に昇進。

### 第一次世界大戦
第一次世界大戦勃発時に大尉に昇進した。第16軍団参謀に転じる。1914年から1916年にかけて、ヴェルダンの戦いやアルゴンヌの森の戦いに参加した。 1915年、第34歩兵師団参謀。1917年、皇太子付特務参謀。しかしすぐに総司令部第7課に転属。同年第11歩兵師団参謀。1918年2月、後備第1近衛師団参謀。同年8月、後備近衛軍団参謀となる。ブラウヒッチュは一級鉄十字章とホーエンツォレルン家勲章を授与され、少佐の階級で終戦を迎えた。

### ヴァイマル共和国
1919年、ヴェルサイユ条約によりドイツ軍は強制的に縮小されたが、ヴァイマル共和国の国防軍に採用される。しかし、ブラウヒッチュは参謀本部に籍を置き、砲術の知識を生かす機会を得られなかった。1920年に第2軍管区教育部付参謀となり、のち第6砲兵連隊で部長。翌年には国防省の砲兵科に勤務した。砲兵科では彼のアイデアが採用されと歩兵の組み合わせと協力を強調した。1925年、砲兵科での3年間の勤務を経て中佐に昇進。1927年11月1日付で、ブラウヒッチュはドイツ西部で最も強力な駐屯地の一つであるノルトライン・ヴェストファーレン州のミュンスターの第6軍管区（＝第6歩兵師団）参謀長に補される。翌年、陸軍訓練部を引き継ぎ大佐に昇進。1929年、国防省兵務局教育部長に就任。1931年10月、少将に昇進。
翌年砲兵総監に任命される。

### ナチス・ドイツ
1933年のナチス政権樹立ののち、ヒトラーの軍事的野心を実現するために軍備拡張を始めた。1933年2月1日、ブラウヒッチュは東プロイセン軍官区司令官と第1軍管区・第1歩兵師団司令官に補される。1933年10月に中将に昇進し、ドイツ再軍備宣言後の1935年には第1軍団司令官に就任。1936年、砲兵大将に昇進し、翌年ライプツィヒに新設された第4集団司令官に任命される。
ブラウヒッチュは東プロイセンを気に入っていたが、地元の大管区指導者であるエーリヒ・コッホと衝突した。 コッホもブラウヒッチュも当地の仕事を失いたくないため、2人の抗争は非公式のものにしようとした。そのためベルリンには彼らの対立はほとんど伝わらなかった。
数年後、親衛隊全国指導者のハインリヒ・ヒムラーが、東プロイセン地方のユダヤ人、プロテスタント、カトリック教会を迫害する目的で、陸軍衛兵を親衛隊員に置き換える計画を知ったブラウヒッチュは、彼との論争に発展した。ブラウヒッチュは、この地域の陸軍部隊をSSに置き換えることを何とか阻止しようとしたが、ヒムラーは彼を侮辱し、ヒトラーにその不一致を知らせた。ブラウヒッチュは自分の任務は果たしたと主張した。

### 陸軍総司令官

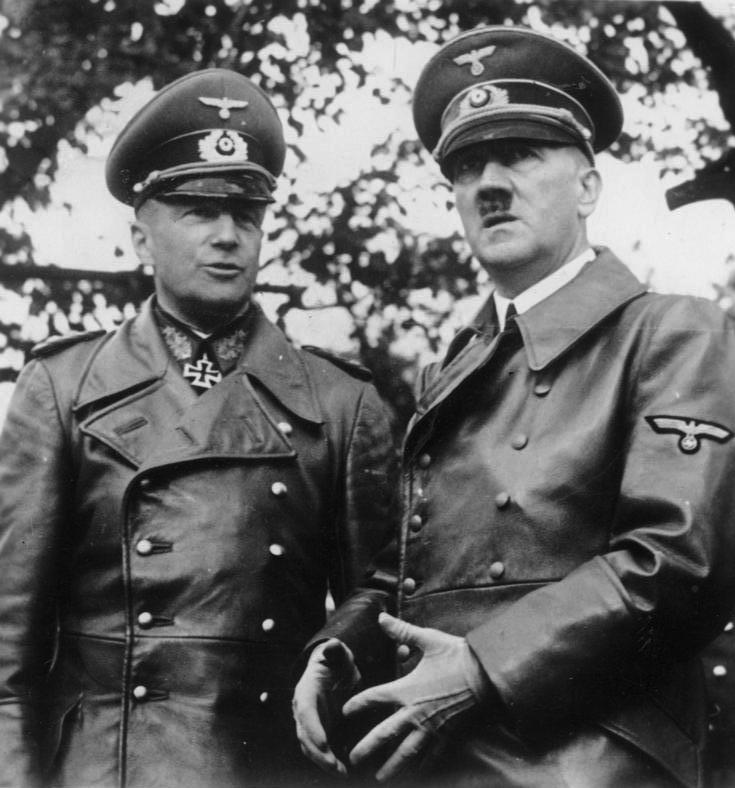
ブラウヒッチュとヒトラー（1939年）

1936年に砲兵大将に昇進。1938年にブロンベルク罷免事件が起き、陸軍総司令官ヴェルナー・フォン・フリッチュが罷免されると、ヒトラーは1938年2月4日に陸軍最高司令部の推薦によりブラウヒッチュを上級大将に昇進させ、第2代陸軍総司令官に任命した。
ブラウヒッチュはナチスの再軍備政策を歓迎していた。ヒトラーとブラウヒッチュの関係は、彼がミュンヘン危機のさなか、妻と別れて愛人を作るかどうかで混乱している間にヒトラーは彼に妻との離婚と再婚を奨励した。ヒトラーは彼に8万ライヒスマルクを貸し、彼が離婚するための費用を確保したほどだ。ブラウヒッチュは金銭面で大きくヒトラーを頼りにするようになった。ブラウヒッチュはルートヴィヒ・ベック上級大将と同様にヒトラーのオーストリア併合とチェコスロバキアへの介入に反対したが、ヒトラーの戦争計画には抵抗せず、やはり政治的な活動は控えようとした。しかし1939年4月にブラウヒッチュはヴィルヘルム・カイテル上級大将と共にヒトラーからチェコスロバキア侵攻記念として党の黄金ナチ党員バッジを授与されることになった。

### 第二次世界大戦

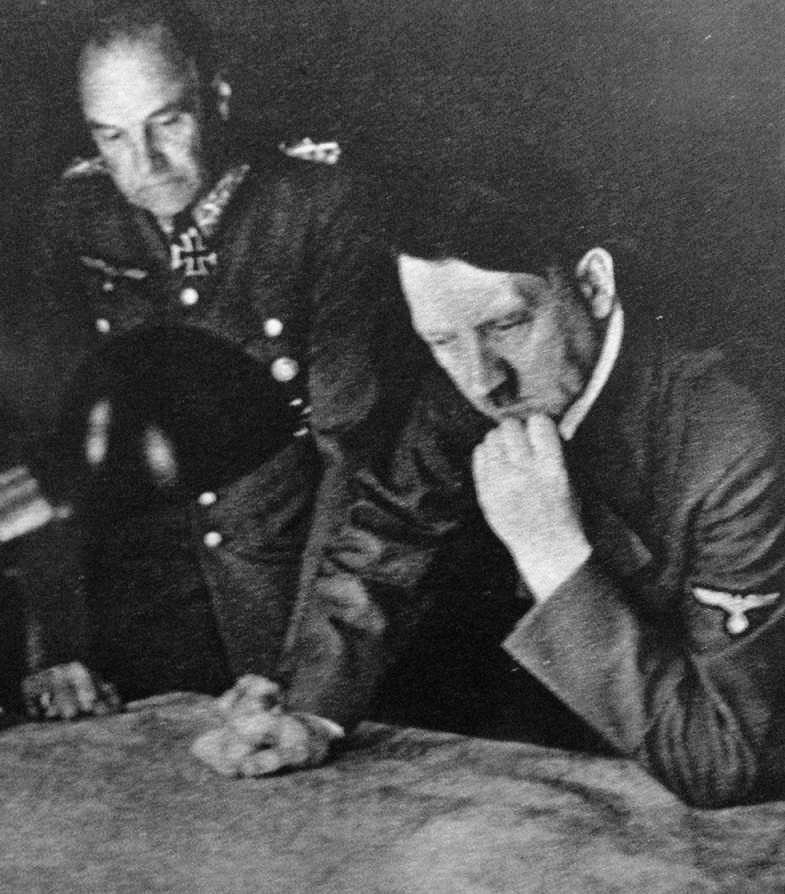
ヒトラーとブラウヒッチュ (1941年)

1938年から1941年まで陸軍総司令官を務め、ヒトラーの戦争政策に追従する。第二次世界大戦初期のポーランド、デンマーク、ノルウェー、オランダ、ベルギー、フランス、バルカン半島諸国との戦闘で勝利を収めた。ブラウヒッチュは、ドイツ人の生存区域を確保することが必要だと主張し、ポーランド人に対する厳しい措置を支持した。ダンツィヒで捕らえられたポーランド人捕虜の死刑判決では、彼らの慈悲の訴えを拒否した。フランス戦勝利の後、陸軍元帥に列せられる。1940年12月には、同盟国である日本より航空総監兼航空本部長山下奉文陸軍中将を団長とする大日本帝国陸軍訪独団（ドイツ派遣航空視察団）とベルリンにて会見、「ブラフウィツチ元帥閣下」の鞘書の日本刀を贈られている。
1941年4月初旬のユーゴスラビアとギリシャの迅速な侵攻と占領において、ドイツ軍は約33万7000人の兵員、2000門の迫撃砲、1500門の砲弾、1100門の対戦車砲、875台の戦車と740台のその他の装甲戦闘車輌を投入し、これらはすべてブラフチッチの全体指揮下にあった。4月末までにユーゴスラビアとギリシャの全ての領土はドイツにより占領された。
1941年にバルバロッサ作戦で独ソ戦が始まる。ブラウヒッチュは、「来るべきドイツ国民の運命の戦い」のために厳しい措置が必要であるとして、人種差別的なナチスの政策に対する批判をやめるよう軍や司令官に命じた。1941年6月にドイツがソ連に侵攻すると、彼は再び重要な役割を果たし、当初の計画に変更を加えた。友人であり同僚であったヴィルヘルム・カイテルと同様に、ブラウヒッチュはヒトラーがドイツ軍に占領地での殺害対象についてSSと同じ指示を与えたときに抗議せず、後に反ドイツ感情が「特に認められる」場合にのみコミッサールを射殺するよう命じる一連の政令を出した。
戦略をめぐりヒトラーとブラウヒッチュは見解の相違が大きくなった。しかしブラウヒッチュはヒトラーの強気の作戦に異論を差し挟むことができず、何度も解任を申し出るようになった。12月にモスクワ攻略に失敗して退却を許さないヒトラーと対立すると、ついに解任された。後任の陸軍総司令官に自ら就任したヒトラーは彼を「役立たずの臆病者」と語った。彼は総統予備役に移されたがヒトラーとは二度と会うことはなかった。またこの頃から、彼は健康を害し始めた。11月に心臓発作を起こすなど事態は悪化した。
ブラウヒッチュはその後軍務に就くことはなく、戦争末期の3年間をボヘミアのプラハ南西ブルディ山地の陸軍演習場内にある狩場で隠棲した。1944年7月20日に起きたヒトラー暗殺未遂事件 (7月20日事件) ではかつての同僚数人を非難した。1942年9月26日に旭日大綬章を受章。

### ニュルンベルク裁判
1945年8月、ブラウヒッチュは領地で逮捕され、イギリス軍の収容所に収監された。ニュルンベルク裁判では主要戦争犯罪人の裁判に証人として出廷した。ついで自らも主要戦犯として裁判が行われることになった。罪状はバルバロッサ作戦の指揮に関する戦争犯罪であった。しかし、1948年10月18日にハンブルクのイギリス占領下の軍事病院で、裁判を受ける前に気管支肺炎で67歳で死去した。

## 家族
29歳の時に荘園主の娘エリーザベト・フォン・カルシュテットと最初の結婚をして、一男マンフレート・フォン・ブラウヒッチュと一女シャルロッテ・リュッファーが生まれた。夫妻は1938年に離婚し、同年行政裁判所長の娘と再婚した。甥マンフレートはカーレーサーとして活躍し、1937年のモナコGPで優勝した。

## 評価
歴史家のヘルムート・クラウスニックは、ブラウヒッチュを「自分の職務の伝統に従った、優れた専門家だが、特にヒトラーに対処するための人格の強さに欠けていた」と評している。イギリスの歴史家イアン・カーショーは、彼を「ヒトラーに怯えた、意気地のない人物」とあまり同情的でない描写をしている。

## 受賞
- 鉄十字章
  - 1914年版二級鉄十字章 (1914年9月13日)[27]
    - 1939年版二級鉄十字章略章

  - 1914年版一級鉄十字章 (1915年10月1日)[27]
    - 1939年版一級鉄十字章 (1939年9月30日)[27]

  - 騎士鉄十字章 (1939年9月30日)[28]
- 剣付きヴュルテンベルク・フリードリヒ勲章（1915年5月7日）[27]
- 剣付ホーエンツォレルン家勲章（プロイセン王国）(1917年5月15日)[27]
- 名誉十字戦功章（ザクセン＝マイニンゲン公国）(1918年1月2日)[27]
- Service Award for 25 service years (17 April 1920)[27]
- 名誉十字章 (1934年12月18日)[27]
- 一級国防軍勤続章 (1936年10月2日)[27]
- 一級ハンガリー功労勲章 (1938年8月20日)[29]
- ドイツ赤十字勲章 (1938年9月5日)[29]
- 聖マウリッツィオ・ラザロ勲章 (1939年1月3日)[27]
- 白薔薇勲章 フィンランド (1939年3月10日)[27]
- 黄金ナチ党員バッジ (1939年4月20日)[30]
- 一級王冠第勲章（ユーゴスラビア王国）(1939年6月1日)[27]
- 1938年10月1日記念メダル (1939年6月7日)[27]
- 一級軍功十字章（スペイン） (1939)[27]
- 聖アレクサンドル騎士団大十字剣（ブルガリア王国） (1941年5月15日)[27]
- ハンガリー王立功労勲章大十字剣 (1941年5月31日)[27]
- 大十字勇者ミカエル勲章（ルーマニア王国） (1941年10月11日)[8]
- 一級戦勝十字章（スロバキア）(1941年10月20日)[8]
- 自由十字勲章（フィンランド） (1942年7月19日)[8]
- 勲一等旭日大綬章 (1942年9月26日)[8][31]